# Disteganthus
Genre
Classification APG II (2003)
Disteganthus est un genre de plantes de la famille botanique des Bromeliaceae, sous-famille des Bromelioideae dont les espèces sont originaires de Guyane et du nord du Brésil.

## Espèces
- Disteganthus basilateralis L.B. Smith
- Disteganthus calatheoides (L.B.Sm.) L.B.Sm. & Read
- Disteganthus lateralis (L.B.Sm.) Gouda